# قاي هيمنغز
قاي هيمنغز هو لاعب كرلنغ كندي، ولد في 10 مايو 1962 في سان جان سور ريشليو في كندا.